# ضاغط هواء متغير السرعة
ضاغط الهواء متغير السرعة (VSD)  هو ضاغط هواء يستفيد من تكنولوجيا المحركات متغيرة السرعة . حيث يستخدم هذا النوع من الضواغط محرك خاص للتحكم في سرعة الوحدة (RPM) , وهذا بدوره يوفر الطاقة بالمقارنة مع شبيهه ثابت السرعة .الشكل الأكثر شيوعا لتكنولوجيا المحركات متغيرة السرعة في صناعة ضاغط الهواء هو محول التردد ,حيث يحول طاقة الدخل المترددة إلى طاقة مستمرة تم يحولها مرة أخرى إلى طاقة مترددة شبه جيبية باستخدام دائرة تبديل العاكس .

## الفوائد
تشمل فوائد هذه التكنولوجيا تقليل سعر الطاقة, الحد من تسرب الطاقة (عند بدأ محركات التيار المتردد) و الحصول على ضغط أكثر ثباتا . الجانب السلبي لهذه التكنولوجيا هو التكلفة الكبيرة المتعلقة بالمحرك , و حساسية هذه المحركات وخاصة بالنسبة إلى الحرارة والرطوبة .

## الصناعة
عادة، خمس فاتورة الكهرباء لمصنع تكون نتيجة إنتاج الهواء المضغوط . وتشارك معظم المصانع الحديثة بشكل كبير في تكاليف القطع، ويجب أن يكون الوعي بهذه الطاقة المهدرة مصدر قلق رئيسي . فعلى سبيل المثال يتم تكريس 10- 12 % من الطاقة المولدة بالمملكة المتحدة إلى إنتاج الهواء المضغوط , ومن ثم فإن جزء من هذه الطاقة يكون مهدر .
يمكن توفير التكلفة الكهربائية الكبيرة عن طريق تركيب ضاغط متغير السرعة في مكان وجود برغي دوار أو آلة ذات مكبس . ونتيجة لذلك فإن العديد من الحكومات وتشمل الولايات المتحدة الأمريكية والمملكة المتحدة تقوم بدفع الصناعات للاتجاه إلى هذه التكنولوجيا لتقليل الطاقة المفقودة . وتقدم الحكومات حوافز مختلفة، مثل الإعفاءات الضريبية و الحصول على قروض بدون فوائد لتغطية تكاليف هذه التحديثات . ومع ذلك، فإن ضواغط المحرك متغير السرعة ليست بالضرورة مناسبة لجميع التطبيقات الصناعية. فإذا كان ضاغط المحرك متغير السرعة يعمل باستمرار بالسرعة الكاملة، فإن مفاقيد الفتح لمحول التردد تتسبب في انخفاض كفاءة الطاقة بالمقارنة مع ضاغط ذو سرعة ثابتة وحجم مطابق . ويظل الطلب ثابت خلال 5 – 15 % من إجمالي معدل تدفق الهواء الناتج . في حين أن ضواغط التحكم الثنائية والتي تشكل حل منفصل تكون كفائتها أعلى من كفاءة محولات التردد .
تدقيق الهواء الاحترافي هي الطريقة المثلى لمعرفة إذا كان ضاغط محول التردد هو الأنسب لأى تطبيق هواء مضغوط . هذه التدقيقات تكون متاحة في العديد من الشركات المتخصصة في تنفيذ معدات الهواء المضغوط , والتي تستطيع تحديد أفضل أجهزة التحكم لنظام هواء مضغوط يشمل السرعة المتغيرة , السعة المتغيرة أو استخدام وحدات التحكم في التدفق والتخزين .